# William Desmond Taylor
William Desmond Taylor, född 26 april 1872 i County Carlow på Irland, död 1 februari 1922 i Los Angeles i USA, var en irländskfödd amerikansk filmregissör och skådespelare. Han regisserade 59 stumfilmer åren 1914-1922 och spelade själv i 27 filmer åren 1913-1915. Han var populär på 1910-talets och det tidiga 1920-talets  amerikanska bioduk.
Mordet på honom den 1 februari 1922, samt andra Hollywoodskandaler, som Roscoe Arbuckle-rättegångarna, ledde till flera sensationella tidningsrubriker. Mordet på honom förblev ouppklarat.

## Filmografi (urval)
- 1915 - The Diamond from the Sky
- 1916 - The Heart of Paula (medregissör Julia Crawford Ivers)
- 1916 - Davy Crockett
- 1917 - Tom Sawyer
- 1918 - Mile-a-Minute Kendall
- 1918 - How Could You Jean?
- 1919 - Anne of Green Gables
- 1920 - Huckleberry Finn
- 1920 - Judy of Rogue's Harbor

### Fotnoter
1. ↑  USC-Lib-WDTaylor "The Unsolved Murder of William Desmond Taylor" Arkiverad 2 oktober 2006 hämtat från the Wayback Machine.. University of Southern California (USC), July 2, 2000, USC.edu
2. ↑  "Taylorology". September 2003, retrieved 6 January 2008
3. ↑  Graham Scott, Gini (2007). American Murder. Greenwood Publishing Group. sid. 62. ISBN 0-275-99977-7